# Бенедікт Геведес
Бенеді́кт Геве́дес (нім. Benedikt Höwedes, * 29 лютого 1988, Гальтерн-ам-Зе) — німецький футболіст, захисник.

## Клубна кар'єра
Вихованець футбольної школи клубу «Шальке 04».
У дорослому футболі дебютував 2006 року виступами за команду «Шальке 04 II», в якій провів два сезони, взявши участь у 15 матчах чемпіонату. 
З 2007 року почав залучатися до складу основної команди «Шальке 04». Протягом наступних десяти років відіграв за команду з Гельзенкірхена 240 матчів в національному чемпіонаті. Був ключовим захисником команди рідного клубу.
У сезоні 2017-2018 року на правах оренди перебував у складі італійського «Ювентуса», де в трьох проведених матчах устиг відзначитися одним забитим м'ячем. Враховуючи, що оренда захисника обійшласа італійському клубу в 3,5 мільйони євро, його участь у кожному з цих матчів коштував клубу понад мільйон євро.
З 2018 року захищає кольори московського «Локомотива», з яким уклав чотирирічний контракт.

## Виступи за збірну
Протягом 2007–2010 років залучався до складу молодіжної збірної Німеччини. На молодіжному рівні зіграв у 22 офіційних матчах, забив 3 голи. У складі молодіжної збірної 2009 року вигравав чемпіонат Європи серед молодіжних команд.
29 травня 2011 року дебютував в офіційних матчах національної збірної Німеччини, вийшовши на заміну у товариській зустрічі з командою Уругваю. Наступного року поїхав зі збірною на Євро-2012, щоправда як запасний гравець.
Але вже на двох наступних міжнародних турнірах збірної був її основним захисником, провівши на полі у її складі повністю усі матчі на чемпіонаті світу 2014, на якому німці здобули «золото», а також на Євро-2016, де діючі чемпіони світу поступилися у півфіналі господарям турніру, французам. Але вже на початку 2017 року Геведес втратив своє місце у національній команді і не отримував виклики до її лав.
| Дата       | Місто               | Господарі         | Результат               | Гості      | Турнір                | Голи | Примітки  |
| ---------- | ------------------- | ----------------- | ----------------------- | ---------- | --------------------- | ---- | --------- |
| 29-5-2011  | Зінсгайм            | Німеччина         | 2 – 1                   | Уругвай    | товариський матч      | -    |           |
| 7-6-2011   | Баку                | Азербайджан       | 1 – 3                   | Німеччина  | Відбір до ЧЄ 2012     | -    | 22'       |
| 2-9-2011   | Гельзенкірхен       | Німеччина         | 6 – 2                   | Австрія    | Відбір до ЧЄ 2012     | -    | 45'       |
| 7-10-2011  | Стамбул             | Туреччина         | 1 – 3                   | Німеччина  | Відбір до ЧЄ 2012     | -    | 73'       |
| 11-10-2011 | Дюссельдорф         | Німеччина         | 3 – 1                   | Бельгія    | Відбір до ЧЄ 2012     | -    |           |
| 15-11-2011 | Гамбург             | Німеччина         | 3 – 0                   | Нідерланди | товариський матч      | -    | 65'       |
| 29-2-2012  | Бремен              | Німеччина         | 1 – 2                   | Франція    | товариський матч      | -    | 46'       |
| 26-5-2012  | Базель              | Швейцарія         | 5 – 3                   | Німеччина  | товариський матч      | -    | 78'       |
| 15-8-2012  | Франкфурт-на-Майні  | Німеччина         | 1 – 3                   | Аргентина  | товариський матч      | 1    | 25'       |
| 14-11-2012 | Амстердам           | Нідерланди        | 0 – 0                   | Німеччина  | товариський матч      | -    |           |
| 6-2-2013   | Сен-Дені            | Франція           | 1 – 2                   | Німеччина  | товариський матч      | -    |           |
| 22-3-2013  | Астана              | Казахстан         | 0 – 3                   | Німеччина  | Відбір до ЧС 2014     | -    | 89'       |
| 29-5-2013  | Бока-Ратон          | Німеччина         | 4 – 2                   | Еквадор    | товариський матч      | -    |           |
| 2-6-2013   | Вашингтон           | США               | 4 – 3                   | Німеччина  | товариський матч      | -    |           |
| 6-9-2013   | Мюнхен              | Німеччина         | 3 – 0                   | Австрія    | Відбір до ЧС 2014     | -    |           |
| 15-10-2013 | Стокгольм           | Швеція            | 3 – 5                   | Німеччина  | Відбір до ЧС 2014     | -    | 75' - 79' |
| 15-11-2013 | Мілан               | Італія            | 1 – 1                   | Німеччина  | товариський матч      | -    |           |
| 19-11-2013 | Лондон              | Англія            | 0 – 1                   | Німеччина  | товариський матч      | -    | 66'       |
| 13-5-2014  | Гамбург             | Німеччина         | 0 – 0                   | Польща     | товариський матч      | -    |           |
| 1-6-2014   | Менхенгладбах       | Німеччина         | 2 – 2                   | Камерун    | товариський матч      | -    | 85'       |
| 6-6-2014   | Майнц               | Німеччина         | 6 – 1                   | Вірменія   | товариський матч      | 1    |           |
| 16-6-2014  | Салвадор (Бразилія) | Німеччина         | 4 – 0                   | Португалія | ЧС 2014 - 1-й етап    | -    |           |
| 21-6-2014  | Форталеза           | Німеччина         | 2 – 2                   | Гана       | ЧС 2014 - 1-й етап    | -    |           |
| 26-6-2014  | Ресіфі              | США               | 0 – 1                   | Німеччина  | ЧС 2014 - 1-й етап    | -    | 11'       |
| 30-6-2014  | Порту-Алегрі        | Німеччина         | 2 – 1 д.ч.              | Алжир      | ЧС 2014 - 1/8 фіналу  | -    |           |
| 4-7-2014   | Ріо-де-Жанейро      | Франція           | 0 – 1                   | Німеччина  | ЧС 2014 - чвертьфінал | -    |           |
| 8-7-2014   | Белу-Оризонті       | Бразилія          | 1 – 7                   | Німеччина  | ЧС 2014 - півфінал    | -    |           |
| 13-7-2014  | Ріо-де-Жанейро      | Німеччина         | 1 – 0 д.ч.              | Аргентина  | ЧС 2014 - Фінал       | -    |           |
| 3-9-2014   | Дюссельдорф         | Німеччина         | 2 – 4                   | Аргентина  | товариський матч      | -    |           |
| 7-9-2014   | Дортмунд            | Німеччина         | 2 – 1                   | Шотландія  | Відбір до ЧЄ 2016     | -    |           |
| 18-11-2014 | Віго                | Іспанія           | 0 – 1                   | Німеччина  | товариський матч      | -    |           |
| 25-3-2015  | Кайзерслаутерн      | Німеччина         | 2 – 2                   | Австралія  | товариський матч      | -    |           |
| 29-5-2016  | Габсбурги           | Німеччина         | 1 – 3                   | Словаччина | товариський матч      | -    | 64'       |
| 4-6-2016   | Гельзенкірхен       | Німеччина         | 2 – 0                   | Угорщина   | товариський матч      | -    |           |
| 12-6-2016  | Лілль               | Німеччина         | 2 – 0                   | Україна    | ЧЄ 2016 - 1-й етап    | -    |           |
| 16-6-2016  | Париж               | Німеччина         | 0 – 0                   | Польща     | ЧЄ 2016 - 1-й етап    | -    |           |
| 21-6-2016  | Париж               | Північна Ірландія | 0 – 1                   | Німеччина  | ЧЄ 2016 - 1-й етап    | -    | 76'       |
| 26-6-2016  | Лілль               | Німеччина         | 3 – 0                   | Словаччина | ЧЄ 2016 - 1/8 фіналу  | -    | 72'       |
| 2-7-2016   | Бордо               | Німеччина         | 1 – 1 д.ч. (6 - 5 п.п.) | Італія     | ЧЄ 2016 - чвертьфінал | -    |           |
| 7-7-2016   | Марсель             | Німеччина         | 0 – 2                   | Франція    | ЧЄ 2016 - півфінал    | -    |           |
| 4-9-2016   | Осло                | Норвегія          | 0 – 3                   | Німеччина  | Відбір до ЧС 2018     | -    |           |
| 8-10-2016  | Гамбург             | Німеччина         | 3 – 0                   | Чехія      | Відбір до ЧС 2018     | -    |           |
| 15-11-2016 | Мілан               | Італія            | 0 – 0                   | Німеччина  | товариський матч      | -    |           |
| 26-3-2017  | Баку                | Азербайджан       | 1 – 4                   | Німеччина  | Відбір до ЧС 2018     | -    | 83'       |
| Усього     |                     | Матчів            | 44                      |            | Голів                 | 2    |           |

## Титули і досягнення
- Чемпіон світу (1):

Німеччина: 2014
- Володар Кубка Німеччини (1):

«Шальке 04»:  2010–11
- Володар Суперкубка Німеччини (1):

«Шальке 04»:  2011
- Чемпіон Італії (1):

«Ювентус»: 2017–18
- Володар Кубка Італії (1):

«Ювентус»: 2017-18
- Володар Кубка Росії (1):

«Локомотив» (Москва): 2018-19
- Володар Суперкубка Росії (1):

«Локомотив» (Москва): 2019
- Чемпіон Європи серед молодіжних команд (1):

Німеччина U-21: 2009